# أندريه جيرارد (كاتب)
أندريه جيرارد (بالفرنسية: André Girard)‏ هو رسام توضيحي ورسام وكاتب فرنسي، ولد في 25 مايو 1901 في شينون في فرنسا، وتوفي في 2 سبتمبر 1968 في ناياك في الولايات المتحدة.

## روابط خارجية
- أندريه جيرارد على موقع IMDb (الإنجليزية)
- أندريه جيرارد على موقع ديسكوغز (الإنجليزية)
- أندريه جيرارد على موقع قاعدة بيانات الفيلم (الإنجليزية)